# Wladimir Kim
Wladimir Sergejewitsch Kim (auch Vladimir Kim geschrieben; russisch Владимир Сергеевич Ким; * 29. Oktober 1960 in Myrsakent, Oblast Südkasachstan, Kasachische SSR) ist ein kasachischer Milliardär und Unternehmer. Er ist zudem Mehrheitseigner des Unternehmens Kazakhmys. Laut dem Forbes Magazine wird sein privates Vermögen auf etwa 4,7 Milliarden US-Dollar geschätzt, Kim ist somit der reichste Mensch Kasachstans.

## Leben
Wladimir Kim wurde 1961 in Myrsakent, im Süden des heutigen Kasachstans, damals Teil der Sowjetunion, geboren. Beide Eltern sind Angehörige der koreanischen Minderheit in der ehemaligen Sowjetunion (sogenannte Korjo-Saram). Nachdem Kim seine Schulausbildung absolviert hatte, bekleidete er anschließend verschiedene politische Ämter in der kommunistischen Partei der Sowjetunion in Alma-Ata. Nach dem Zerfall der Sowjetunion studierte er im Ausland, unter anderem in Deutschland, der Schweiz, Südkorea und den Vereinigten Staaten. 2002 trat er der kasachischen Regierungspartei Nur Otan bei.
Von 1992 bis 1997 leitete er das Joint-Venture „Kasachstan-Samsung“ und war auch in der Leitung weiterer Firmen tätig. 1997 wechselte er ins Direktorium des kasachischen Bergbauunternehmens Kazakhmys, 1998 promovierte er in den Vereinigten Staaten. Im Jahr 2000 übernahm er einen Großteil der Aktien an Kazakhmys direkt vom kasachischen Staat. Laut dem Forbes Magazine betrug sein Vermögen Anfang 2011 etwa 4,7 Milliarden Euro.
Kim lebt heute in Almaty, der größten Stadt Kasachstans. Er ist verheiratet und hat drei Kinder. Ihm werden gute Kontakte zur kasachischen Regierung nachgesagt.